# فينتشينزو مونتيلا
فينشينسو مونتيلا (Vincenzo Montella) (بوميليانو داركو، 18 يونيو 1974) لاعب كرة قدم إيطالي سابق ويعمل مدرب حالياً.
مسيرته التدربيبة بدايتها كانت مع نادي روما مؤقتا حتى نهاية موسم 2010/2011 بدلاً من المدرب المقال كلاوديو رانييري. وفي نهاية الموسم رحل ليدرب نادي كاتانيا لموسم 2011/2012. وفي صيف 2012 وقع على عقد مع نادي فيورنتينا ليقودهم إلى المركز الرابع في الدوري الإيطالي ويخرج من كأس إيطاليا من دور الربع النهائي على روما، وفي موسمه الثاني 2013/2014 مع فيورنتينا حقق المركز الرابع في بطولة الدوري واستطاع بلوغ الدور النهائي في بطولة كأس إيطاليا وانهزم من نابولي وخرج من بطولة اليوروبا ليغ على يد نادي يوفنتوس الإيطالي من دور ربع النهائي.
وفي موسمه الاخير مع الفيولا 2014/2015 استطاع احراز المركز الرابع بالدوري وصوله إلى دور قبل النهائي في بطولة اليوربا وخرج على يد حامل اللقب إشبيلية واستطاع نادي يوفنتوس إطاحته من دور قبل النهائي في بطولة كأس إيطاليا، وفي صيف 2015 تمت إقالة مونتيلا من تدريب فيورنتينا بسبب مشاكل مع إدارة النادي وخلفه باولو سوزا، وقد غيّر فينشينسو مونتيلا شكل فريق الفيولا تكتيكاً واصبح الفريق شرساً محلياً وأوروبياً. في ديسمبر من عام 2015 وقع مونتيلا كمدربًا لنادي سامبدوريا ولكن انتهت علاقته مع النادي لتندي النتائج، وقد تم تعيينة مدرب لنادي اي سي ميلان في صيف 2016 وتمت إقالتة نهاية 2017. وهو الآن مدرب لنادي نادي إشبيلية الإسباني.

## مسيرته الكروية
لعب فينتشينزو مونتيلا خلال مسيرته الاحترافية مع 5 أندية في عشرون موسمًا وسجل خلالها 189 هدف ضمن 383 مباراة. حيث فاز في موسم واحد بالكأس وفي موسم واحد بالدوري.
خاض فينتشينزو مونتيلا مسيرته مع نادي إمبولي في موسم 1990–91 ليلعب معه خمسة مواسم، مشاركًا في 51 مباراة سجل خلالها 26 هدفًا. ثم انتقل إلى نادي جنوى في موسم 1995–96 لمدة موسم واحد، حيث شارك في 34 مباراة سجل خلالها 21 هدفًا. لينتقل بعدها إلى نادي سامبدوريا في موسم 1996–97 في المرة الأولى واستمر معه طيلة ثلاثة مواسم ثم في موسم 2007–08 لمدة موسم واحد، مشاركًا طوالها في 96 مباراة سجل خلالها 58 هدفًا. ثم انتقل إلى نادي روما في موسم 1999–00 في المرة الأولى ليلعب معه ثمانية مواسم ثم في موسم 2008–09 لمدة موسم واحد، مشاركًا طوالها في 192 مباراة سجل خلالها 82 هدفًا. هذا وانتقل لاحقًا إلى نادي فولهام في موسم 2006–07 لمدة موسم واحد، مشاركًا في 10 مباريات سجل خلالها هدفين.

## روابط خارجية
- فينتشينزو مونتيلا على موقع الاتحاد الدولي (مؤرشف)  (الإنجليزية)
- فينتشينزو مونتيلا على موقع قاعدة بيانات كرة القدم.إي يو (الإنجليزية)
- فينتشينزو مونتيلا على موقع بيانات كرة القدم. دي إي (الألمانية)
- فينتشينزو مونتيلا على موقع ليكيب (الفرنسية)
- فينتشينزو مونتيلا على موقع ناشيونال فوتبول تيمز (الإنجليزية)
- فينتشينزو مونتيلا على موقع Soccerbase.com (لاعب) (الإنجليزية)
- فينتشينزو مونتيلا على موقع Soccerway.com (الإنجليزية)
- فينتشينزو مونتيلا على موقع عالم كرة القدم.نت (الإنجليزية)
- فينتشينزو مونتيلا على موقع كووورة